# Rockwell International

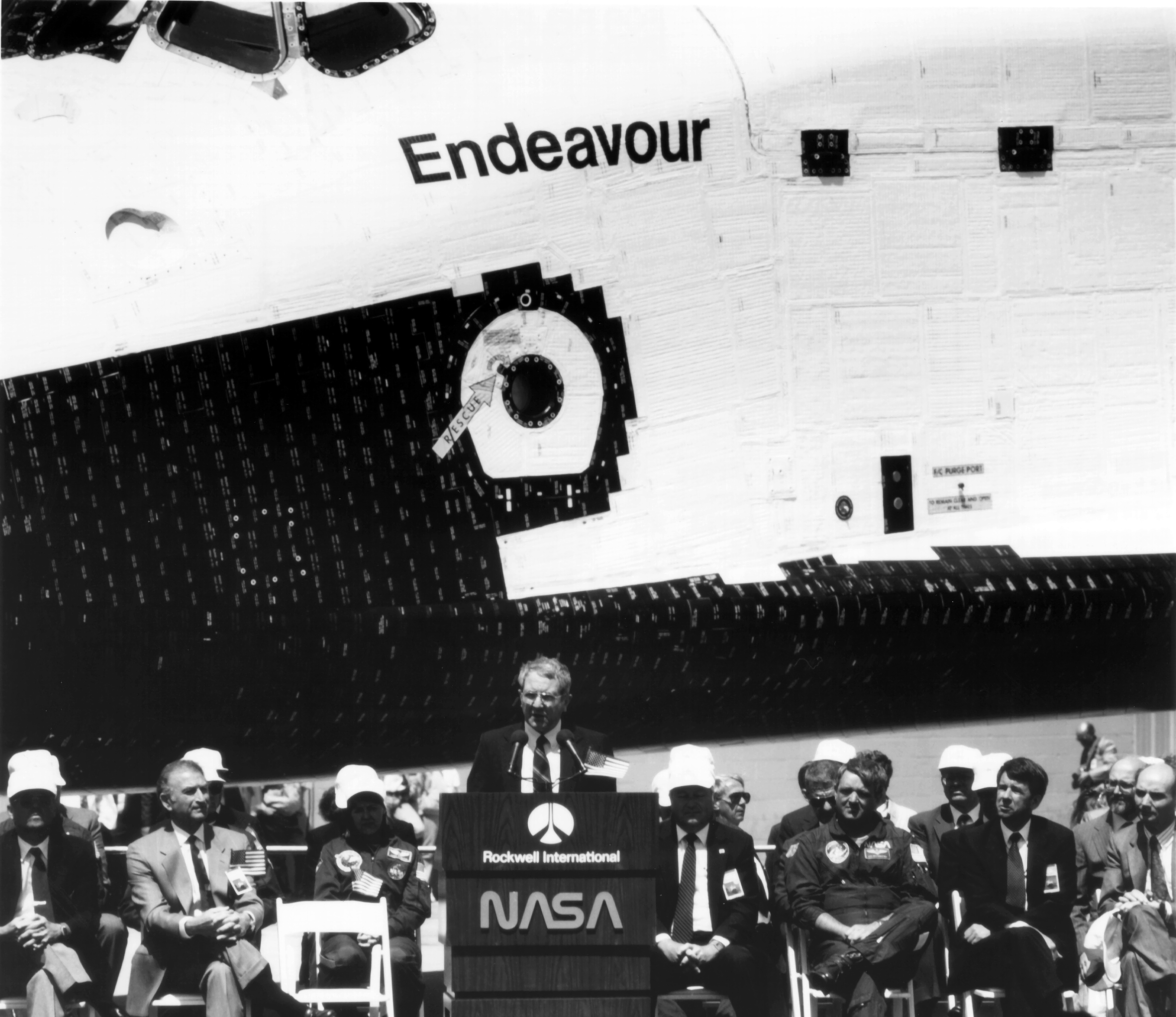
Rollout der von Rockwell gebauten Endeavour

Die Rockwell International Corporation war von 1973 bis 1996 einer der führenden US-amerikanischen Konzerne für Luft- und Raumfahrttechnik. Zu seinen bekanntesten Produkten zählen der schwere Langstreckenbomber B-1 der US-Luftwaffe, das Space Shuttle der NASA, das Global Positioning System (GPS) und das deutsch-amerikanische Experimentalflugzeug X-31.

## Firmengeschichte

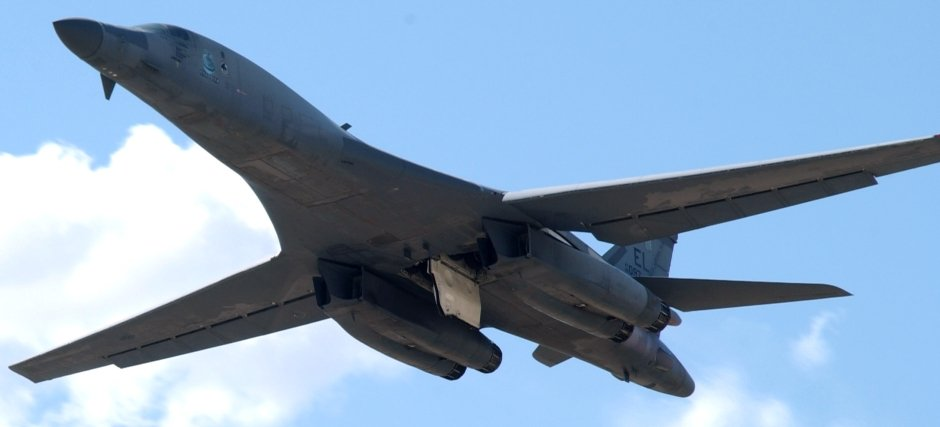
Rockwell B-1B der US Air Force

Die Ursprünge der Firma gehen zurück auf Willard Rockwell, der 1908 das Massachusetts Institute of Technology als Ingenieur abschloss und zunächst Lkw-Achsen für Armeefahrzeuge des Ersten Weltkriegs entwickelte. 1919 gründete er die Wisconsin Parts Company und 1925 wurde er Präsident der  Equitable Meter and Manufacturing Company in Pittsburgh, Pennsylvania, der späteren Rockwell Manufacturing Company. Nach mehreren Firmenzukäufen bildete W. Rockwell 1953 die Rockwell Spring and Axle Company, die er einige Jahre danach in Rockwell-Standard umbenannte. Diese fusionierte im September 1967 mit North American Aviation, einem 1928 gegründeten Flugzeughersteller (B-25, P-51, F-86, F-100 etc.), zu North American Rockwell (NAR). Zu der Zeit baute NAR z. B. für die US-Raumfahrtbehörde NASA das Kommando- und Servicemodul (CSM) der Apollo-Raumschiffe sowie für die US-Luftwaffe die zweisitzige Kurzstart-Turbopropmaschine OV-10 Bronco.
1969 gingen NAR und Miehle-Goss-Dexter zusammen, seit den 1950ern weltgrößter Hersteller von Druckmaschinen; im Februar 1973 übernahm NAR den Avionik-Hersteller Collins Radio, der bereits 1933 die zweite Antarktis-Expedition von Richard Evelyn Byrd mit Funkgeräten ausgestattet und 1969 die Übertragungstechnik für die Live-Fernsehbilder der ersten bemannten Mondlandung mit Apollo 11 geliefert hatte.
Ebenfalls 1973 entstand aus North American Rockwell und Rockwell Manufacturing der Technologie-Konzern Rockwell International. Die folgenden Jahre zählen zu den erfolgreichsten der Firmengeschichte: Rockwell entwickelte seit dem Ende der 1960er-Jahre für die US-Luftwaffe den Bomber B-1 und produzierte 100 Maschinen von 1982 bis 1988. Es folgte 1972 der Zuschlag zum Bau des Space Shuttle.
Zu verschiedenen Zeiten bestand Rockwell International aus diesen Sparten:
- Rockwell Space Systems (Rocketdyne) (Produkte: Raketenmotoren, Interkontinentalraketen, SDI- und GPS-Trägersysteme, Space Shuttle)
- Rockwell Defense Systems (Produkte: strategische Bomber, Militärflugzeuge, Radar- und Aufklärungselektronik)
- Rockwell Collins (Produkte: Cockpit-Systeme für Boeing, Funkgeräte und technische Ausrüstung für die Luftfahrt)
- Rockwell Automotive (Produkte: Achsen, Türen, Felgen, Sitze, Schiebedächer und Bremsen für die Automobilindustrie)
- Rockwell Automation (Allen-Bradley) (Produkte: Daten-Logger, Software, Sensoren für Messdatenerfassung und programmierbare Steuerungen (SPS))
- Rockwell Semiconductor (Produkte: GPS- und Modem-Chipsätze, Software)
- Rockwell Printing (Produkte: Gossen Newsliner, Satz- und Druckstraßen für Tageszeitungen)

Auf dem Höhepunkt der Diversifizierung um das Jahr 1982 beschäftigte Rockwell International über seine Tochtergesellschaften weltweit mehr als 86.000 Mitarbeiter, die zu über 60 % eine akademische Ausbildung als Ingenieur hatten. Aus dieser Zeit stammt auch das Unternehmenscredo: where science gets down to business
Anfang der 1980er-Jahre begann Rockwell International mit seiner eigenen Umstrukturierung und Auflösung. So wurde der Bereich Allgemeine Luftfahrt 1980 zu Gulfstream ausgegliedert, die Sabreliner-Jets im Juli 1983 zur Sabreliner Corporation. Diese Entscheidung wurde ab 1986 durch die politischen Widerstände des US-Kongress gegen die von Ronald Reagan vorgeschlagene Strategic Defense Initiative (SDI) beschleunigt. Infolge der gesunkenen Chancen für weitere Milliardenprojekte wurden die Geschäftsbereiche Raumfahrt, Luftfahrt- und Militärtechnik für 3,2 Milliarden US-Dollar im Dezember 1996 an Boeing verkauft. 1997 wurde der bis dahin unverkäufliche Automobilsektor als Spin-off unter dem Namen „Meritor“ ausgegliedert, der nach einer weiteren Fusion als ArvinMeritor firmierte. Damit verblieben Rockwell International nur noch Geschäftsbereiche, die eigentlich nichts miteinander zu tun haben, deshalb wurde es in zwei Nachfolgeunternehmen gespalten. Heute existieren mit dem Namensbestandteil Rockwell nur noch die voneinander unabhängigen Nachfolgeunternehmen Rockwell Automation in Wisconsin (Automatisierungstechnik, Antriebe, Getriebe, Software) sowie Rockwell Collins in Iowa (Avionik).
Bekannt wurde das Tochterunternehmen Rockwell Semiconductor (jetzt Conexant) auch durch den Lizenz-Nachbau des Mikroprozessors MOS Technology 6502, der auch modifiziert als 6510 im Commodore 64 eingesetzt wurde, und der Eigenentwicklung des ersten vollintegrierten Chipsatzes für Übertragungsgeschwindigkeiten bis 14,4 kbit/s für Modems und Faxmaschinen.